# Nejlepší televizní komentátor (KHL)
Nejlepší televizní komentátor je ocenění pro nejlepšího televizního komentátora východoevropské ligy KHL. Mezi roky 2003 a 2008 bylo ocenění udělováno i v ruské Superlize.

## Držitelé
| Sezóna  | komentátor                                     | TV/Radio         |
| ------- | ---------------------------------------------- | ---------------- |
| 2010-11 | Oleg Mosalev, Andrej Jurtajev Alexander Tkačev | KHL-TV Rossija-2 |
| 2009-10 | Sergej Gimajev Roman Skvorcov                  | Rossija-2        |
| 2008-09 | Grigorij Tvaltvadze                            | Sport            |
| 2007-08 | Regina Sevostjanovová                          | Majak            |
| 2006-07 | Sergej Krab                                    | NTV+             |
| 2005-06 | ——                                             | ——               |
| 2004-05 | Dmitrij Anisimov                               | Sport            |
| 2003-04 | Jevgenij Kuzněcov                              | Pervyj kanal     |
| 2002-03 | Boris Majorov                                  | NTV+             |